# Numerus Brittonum Elantiensium

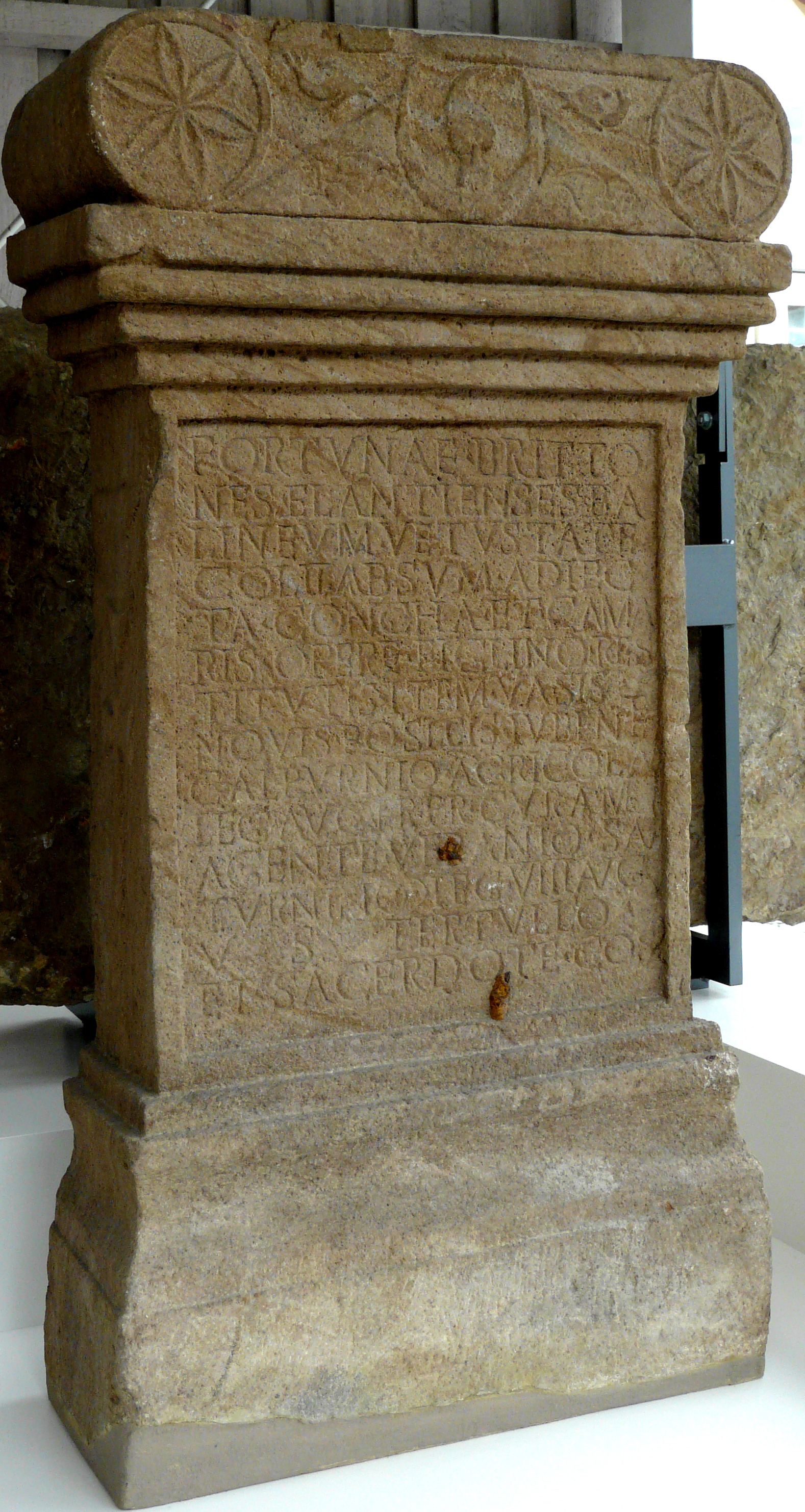
Weihestein des Veranius Saturninus (Römermuseum Osterburken).

Der Numerus Brittonum Elantiensium (deutsch Numerus der Briten an der Elz) war eine Auxiliareinheit. Diese Hilfstruppeneinheit der römischen Armee ist durch Inschriften belegt.

## Namensbestandteile
- Brittonum: der Briten. Die Soldaten des Numerus wurden bei Aufstellung der Einheit in der Provinz Britannia rekrutiert.

- Elantiensium: an der Elz. Der Zusatz bezieht sich auf die Elz, einen kleinen Nebenfluss des Neckars.[1][2]

## Geschichte
Die Briten kamen wohl um 100 n. Chr. nach Germania superior, möglicherweise auch schon unter Domitian (81–96). Vermutlich wurden die aus ihnen gebildeten Numeri am Neckar-Odenwald-Limes für Überwachungsaufgaben verwendet, um die hier stationierten Auxiliareinheiten zu entlasten.
Der Numerus war vermutlich seit Anfang des 2. Jhd. zusammen mit der Cohors III Aquitanorum auf dem Gebiet der Ortschaft Neckarburken in der Gemeinde Elztal stationiert; jede der beiden Einheiten hatte dort ihr eigenes Lager. Der erste Nachweis beruht auf der Inschrift (CIL 13, 6490), die auf 145/161 datiert ist.
Um 159/161 wurde die Cohors III Aquitanorum nach Osterburken verlegt. Es ist umstritten, ob der Numerus schon zu diesem Zeitpunkt der Kohorte folgte, oder ob dies erst unter Commodus (180–192) geschah. Beide Einheiten waren dann bis zum Limesfall in der Mitte des 3. Jhd. im dortigen Kastell stationiert.

## Standorte
Standorte des Numerus in Germania superior waren möglicherweise:
- Kastelle von Neckarburken: Die Inschriften (AE 1986, 523, CIL 13, 6490, FBW-1984-465) wurden hier gefunden.
- Kastell Osterburken: Die Inschrift (CIL 13, 11766) wurde hier gefunden.
- Kleinkastell Trienz: Die Inschrift (CIL 13, 6498) wurde hier gefunden.

## Angehörige der Kohorte
Folgende Angehörige der Kohorte sind bekannt:
- Adventus, ein Custos armorum (FBW-1984-465)
- Veranius Saturninus, ein Centurio der Legio VIII Augusta (AE 1986, 523, CIL 13, 11766). Er war als Kommandeur des Numerus abgeordnet.[A 1]